# Club athlétique bizertin (basket-ball)
Le Club athlétique bizertin est un club de basket-ball tunisien basé à Bizerte.

## Histoire
En 2013, le Club athlétique bizertin remporte la coupe de la Fédération en finale en battant la Jeunesse sportive kairouanaise (87-77).

## Palmarès
| National                                                                                               | International                                              |
| --- | ---------------------------------------------------------- |
| - Coupe de la Fédération (1) : - Vainqueur : 2013 - Championnat de Tunisie D2 (1) : - Vainqueur : 2018 | - Coupe arabe des clubs champions (0) : - Troisième : 2012 |

## Anciens joueurs
- Mahdi Sayeh